# Xuxa em O Mistério de Feiurinha
Xuxa em O Mistério de Feiurinha é um filme infantojuvenil dirigido por Tizuka Yamasaki, baseado no livro O Fantástico Mistério de Feiurinha, de Pedro Bandeira. A história reúne várias princesas clássicas dos contos de fadas, como Cinderela, Rapunzel, Bela Adormecida, Branca de Neve, Bela (de A Bela e a Fera) e Chapeuzinho Vermelho. Com exceção de Chapeuzinho, todas as princesas estão grávidas e celebrando 25 anos de casamento com seus príncipes encantados. Juntas, com a ajuda de um escritor, elas se aventuram pelo mundo real para investigar o desaparecimento da Princesa Feiurinha.
O elenco conta com Xuxa Meneghel, Luciano Szafir, Sasha Meneghel (em sua estreia como atriz), Fafy Siqueira, Angélica, Luciano Huck, Hebe Camargo, Daniele Valente e Bernardo Mesquita, vencedor do concurso "Procura-se um Príncipe" do programa TV Xuxa. A música-tema, "Do You Believe in Magic", é interpretada por Lulu Santos e Xuxa.
O filme foi lançado no Brasil em 25 de dezembro de 2009 e, em Angola, em 24 de janeiro de 2010, superando Avatar em bilheteria durante sua primeira semana. Nos Estados Unidos, a estreia ocorreu no estado da Flórida em 16 de abril de 2010.

## Sinopse
No mundo encantado, príncipes e princesas vivem em paz até que um dos personagens desapareça misteriosamente. Feiurinha (Sasha Meneghel), uma princesa pouco conhecida, desaparece e ninguém sabe como encontrá-la. Cinderela (Xuxa Meneghel), Rapunzel (Angélica), Branca de Neve (Daniele Valente), Chapeuzinho Vermelho (Samantha Schmutz) e Bela (Lavínia Vlasak) estão extremamente preocupadas com o fato, pois quando uma delas desaparece, tudo arrisca desaparecer. A única maneira de encontrá-la é contando sua história, mas ninguém se lembra.
Então, Cinderela reúne seus amigos para uma missão difícil. Eles devem ir ao mundo real para encontrar alguém que possa contar a história da Feiurinha. Lá, eles encontram o escritor Pedro (Antônio Pedro Borges), que sofre de um bloqueio criativo e não pode fazer muito por eles. Com a ajuda dos filhos João e Maria, sobrinhos de Pedro, eles procuram na internet por alguém que conhece a princesa desaparecida, mas não conseguem encontrar uma pista.

## Elenco
| Atriz/Ator           | Personagem            |
| -------------------- | --------------------- |
| Xuxa                 | Cinderela             |
| Sasha Meneghel       | Feiurinha             |
| Bernardo Mesquita    | Príncipe Luke         |
| Angélica             | Rapunzel              |
| Hebe Camargo         | Rainha-Mãe            |
| Daniele Valente      | Branca de Neve        |
| Lavínia Vlasak       | Bela                  |
| Simone Soares        | Bela Adormecida       |
| Bruna Marquezine     | Bruxa Belezinha       |
| Fafy Siqueira        | Bruxa Malvada         |
| Alexandra Richter    | Bruxa Ruim            |
| Ana Ribeiro          | Bruxa Pior Ainda      |
| Luciano Szafir       | Príncipe da Cinderela |
| Luciano Huck         | Príncipe da Rapunzel  |
| Samantha Schmutz     | Chapeuzinho Vermelho  |
| Leandro Hassum       | Gênio                 |
| Lesliana Pereira     | Fadona                |
| Karla Dalvi          | Mãe da Feiurinha      |
| Rafael Miguel        | João                  |
| Raquel Bonfante      | Maria                 |
| Zezé Motta           | Jerusa                |
| Antônio Pedro Borges | Pedro Bandeira        |
| Paulo Gustavo        | Caio Lacaio           |
| Daniela Dondo        | Confúcia              |
| André Marques        | Edson (caminhoneiro)  |
| Hanna Romanazzi      | Filha da Bela         |

## Produção
Em seu 19º filme, Xuxa em O Mistério de Feiurinha, Xuxa Meneghel trouxe algumas novidades significativas. Pela primeira vez, participou de uma adaptação literária, baseada no livro de Pedro Bandeira, um dos autores mais populares entre crianças e jovens no Brasil, com mais de 23 milhões de exemplares vendidos. Diferente de suas produções anteriores, Xuxa não é a protagonista. Ela interpreta Cinderela, enquanto sua filha, Sasha Meneghel, faz sua estreia no cinema no papel da personagem-título, Feiurinha. Curiosamente, foi Sasha quem apresentou o trabalho de Bandeira à mãe, o que levou à concretização do projeto.
Xuxa revelou que descobriu que sua filha seria Feiurinha por insistência do próprio autor, Pedro Bandeira. No entanto, ela optou por não assistir às gravações de Sasha, admitindo que estava "muito nervosa" com a situação. Já Luciano Szafir, pai de Sasha e ex-marido de Xuxa, ficou profundamente emocionado ao ver o filme pela primeira vez, chegando a chorar diversas vezes ao ver a performance da filha. Szafir, que interpreta o príncipe míope da Cinderela (Xuxa), também faz o papel de um andarilho, pai de Feiurinha, e expressou grande orgulho pelo desempenho de Sasha, destacando que seu talento como atriz foi natural, mesmo sem experiência anterior.
Este filme marca a segunda colaboração de Xuxa e Luciano Szafir no cinema, a primeira tendo ocorrido em Xuxa e os Duendes (2002). A direção ficou a cargo de Tizuka Yamasaki, com roteiro de Gabriela Amaral, e contou ainda com a participação de artistas como Angélica, Luciano Huck e a apresentadora de TV Hebe Camargo.

## Lançamento
A primeira pré-estreia de Xuxa em O Mistério de Feiurinha ocorreu a bordo de um cruzeiro nos dias 12 e 13 de dezembro de 2009, com uma rota que passava por Rio de Janeiro, Búzios e Santos. A estreia oficial aconteceu no dia 19 de dezembro de 2009 no Rio de Janeiro, e o lançamento nacional ocorreu em 25 de dezembro do mesmo ano, em 216 salas de cinema em todo o Brasil. Em Angola, o filme foi lançado em 24 de janeiro de 2010,  e nos Estados Unidos, o lançamento aconteceu no estado da Flórida em 16 de abril de 2010.

## Recepção

### Resposta da crítica
Xuxa em O Mistério de Feiurinha recebeu, em grande parte, críticas negativas, principalmente voltadas ao roteiro e às atuações, embora algumas performances tenham sido elogiadas. O site Cineweb deu ao filme uma estrela, enquanto o AdoroCinema, com base em 11 críticas, atribuiu uma pontuação média de 2,6 de 5 estrelas.
O Cineclick criticou duramente as atuações, afirmando que "Xuxa é sempre a mesma", que Sasha Meneghel, embora tente, tem um papel pequeno que "não faz muita diferença se ela é boa ou ruim", e que Luciano Szafir "passa vergonha". A única exceção, segundo a crítica, foi Zezé Motta, elogiada por sua capacidade de "iluminar" suas cenas, mesmo em um papel secundário. Túlio Moreira, do Cinema com Rapadura, deu ao filme nota 1, descrevendo-o como "um caso legítimo de nepotismo cinematográfico". Ele apontou que o elenco, composto de amigos e celebridades, mais parecia voltado a "diminuir a tela para acomodar o ego" das personalidades da cultura televisiva brasileira, desperdiçando o potencial de uma história interessante sobre princesas após o "felizes para sempre".
Mateus Nagime, do Cineplayers, deu ao filme uma nota de 1,5 e comentou que as celebridades do elenco desempenham papéis sem exigência de talento, destacando que Sasha Meneghel "não consegue transmitir o menor carisma". Ele também criticou as cenas mal estruturadas, em especial as interações entre as princesas e a narrativa de Feiurinha.
Ana Martinelli, do R7, classificou o filme como recheado de "clichês, diálogos óbvios e repetições", sugerindo que a história não conseguiu revitalizar as princesas clássicas. Ela também apontou que a inclusão de elementos, como o escritor vivendo em um navio, parecia uma exigência de patrocinadores. O autor do livro, Pedro Bandeira, foi citado em uma entrevista à Folha de S.Paulo como dizendo que Sasha "não tem talento", o que ele posteriormente negou, afirmando que suas palavras foram distorcidas.
No IMDb, o filme foi considerado o 9º pior da década de 2000–2009, de acordo com a avaliação dos usuários..

### Bilheteria
O Ministério da Cultura autorizou a produtora Conspiração Filmes a captar até R$ 6,4 milhões via Lei Rouanet para a produção de O Mistério de Feiurinha. No entanto, o orçamento final do filme ficou em R$ 1,5 milhão. Em termos de bilheteria, o longa arrecadou um total bruto de R$ 4 milhões, sendo o sétimo filme mais assistido no Brasil em 2010. O filme foi o sétimo mais visto do Brasil em 2010. Atraiu 1,3 milhões de telespectadores.

## Prêmios
Grande Prêmio do Cinema Brasileiro — (2009)
- Melhor Filme Infantil (Indicado)[33]